# Paratekst
Paratekst – termin zaproponowany w 1982 roku  przez francuskiego teoretyka literatury Gérarda Genette'a na określenie tekstu, który stanowi swoisty „akompaniament”  do tekstu właściwego (np. utworu w postaci książki). Paratekst to np. tytuł, ilustracja, przypis . Autorem paratekstu jest zazwyczaj osoba trzecia, nie sam autor (w przeciwnym razie jest to metatekst). Jego zadaniem według Iwony Loewe jest: zwiększenie dostępności i liczby odbiorców tekstu bazowego . Można zatem zaliczać paratekst do działań  reklamowych i autopromocyjnych.

## Rodzaje paratekstów w różnych mediach

### Parateksty w książkach

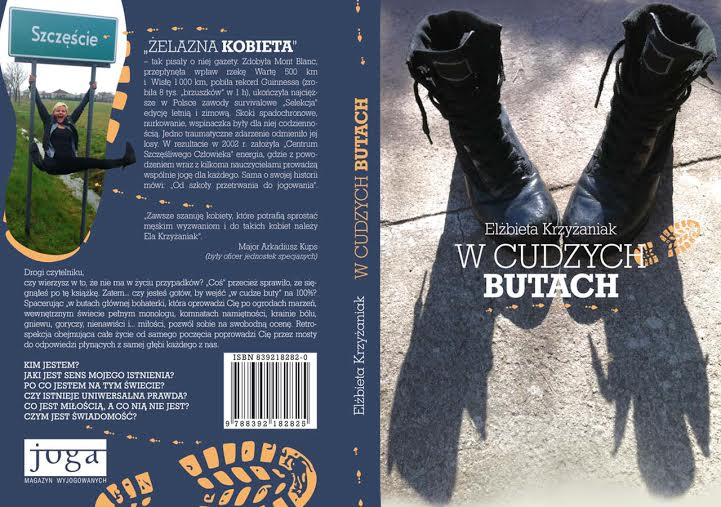
Blurb na okładce książki

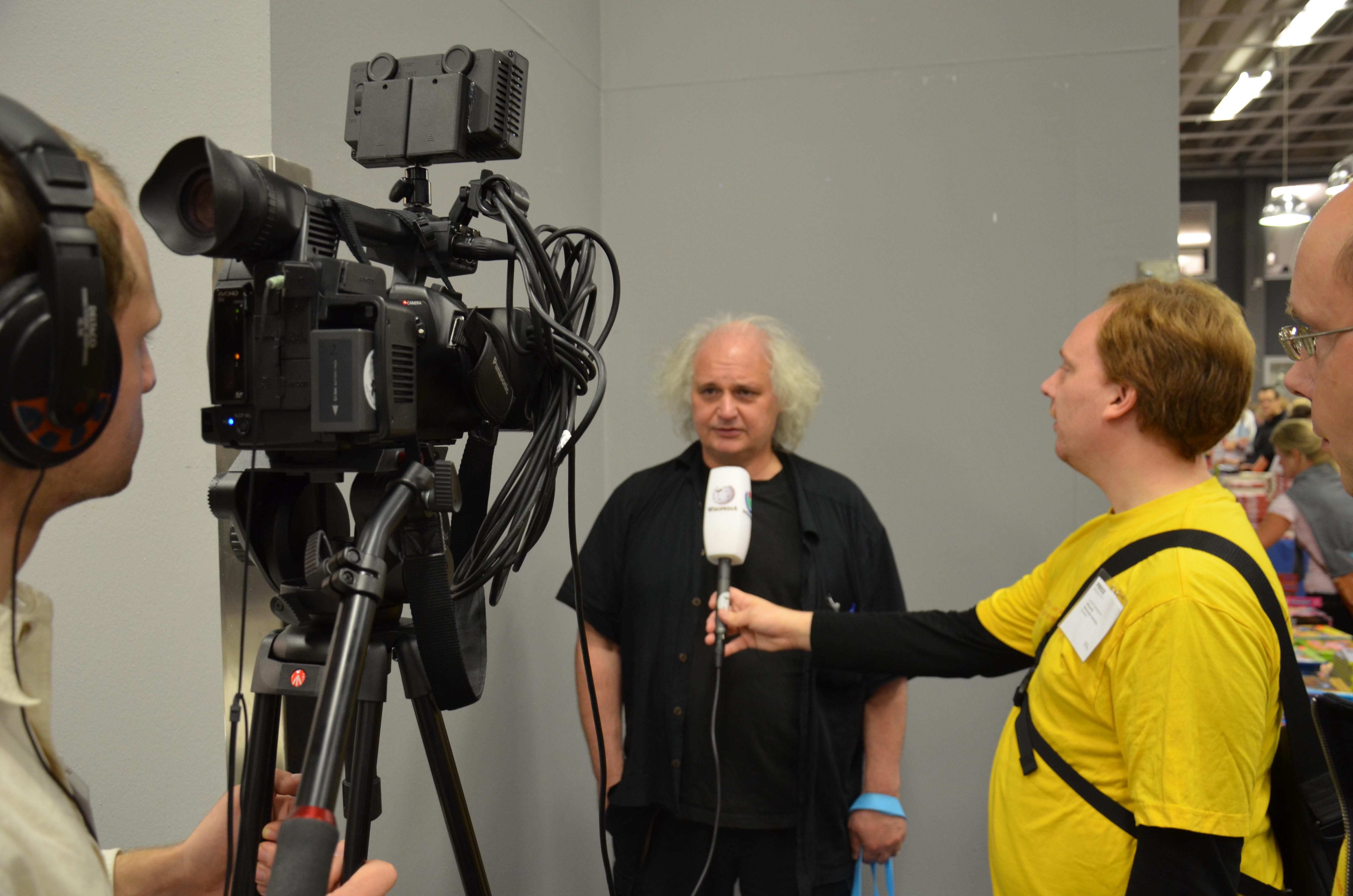
Telewizyjny wywiad z autorem

Elementy okładki o charakterze paratekstu to: blurb, nota wydawcy, biogram autora
Elementy tekstu głównego o charakterze paratekstu to: dawny incipit , dedykacja, motto, przedmowa, wywiad, tytuł, ilustracje, typografia, kompozycja tekstu (swego rodzaju „interfejs” książki )

### Parateksty w prasie
Elementy o charakterze paratekstu występujące w prasie to: okładka , spis treści, artykuł wstępny (w odniesieniu do całości czasopisma), zapowiedź, lead (w odniesieniu do poszczególnych tekstów).

### Parateksty w radiu
Wypowiedzi o charakterze paratekstu występujące w radiu to: zajawka, zapowiedź prezentera, zapowiedź autorska, zapowiedź mozaikowa, headline news.

### Parateksty w telewizji
Elementy nagrań telewizyjnych o charakterze paratekstu to: zajawka, baner, zapowiedź prezentera, zapowiedź autorska, zapowiedź fabularyzowana, flesz, wywiad.

### Parateksty w Internecie
Charakter paratekstowy mają: strony główne portali, wcześniej wymienione gatunki właściwe dla prasy, elementy właściwe dla radia i telewizji.